# VDSL2-Vectoring
VDSL2-Vectoring ist eine Erweiterung von VDSL2, die das unerwünschte Übersprechen zwischen benachbarten metallischen Teilnehmeranschlussleitungen verringern soll. Dadurch kann die Übertragungsrate, insbesondere in ungeschirmten Kabelbündeln üblicher Telefonnetze und mit vielen VDSL-Teilnehmern, teils deutlich gesteigert werden. Das Verfahren ist von der ITU-T unter der Bezeichnung G.993.5 normiert.

## Allgemeines

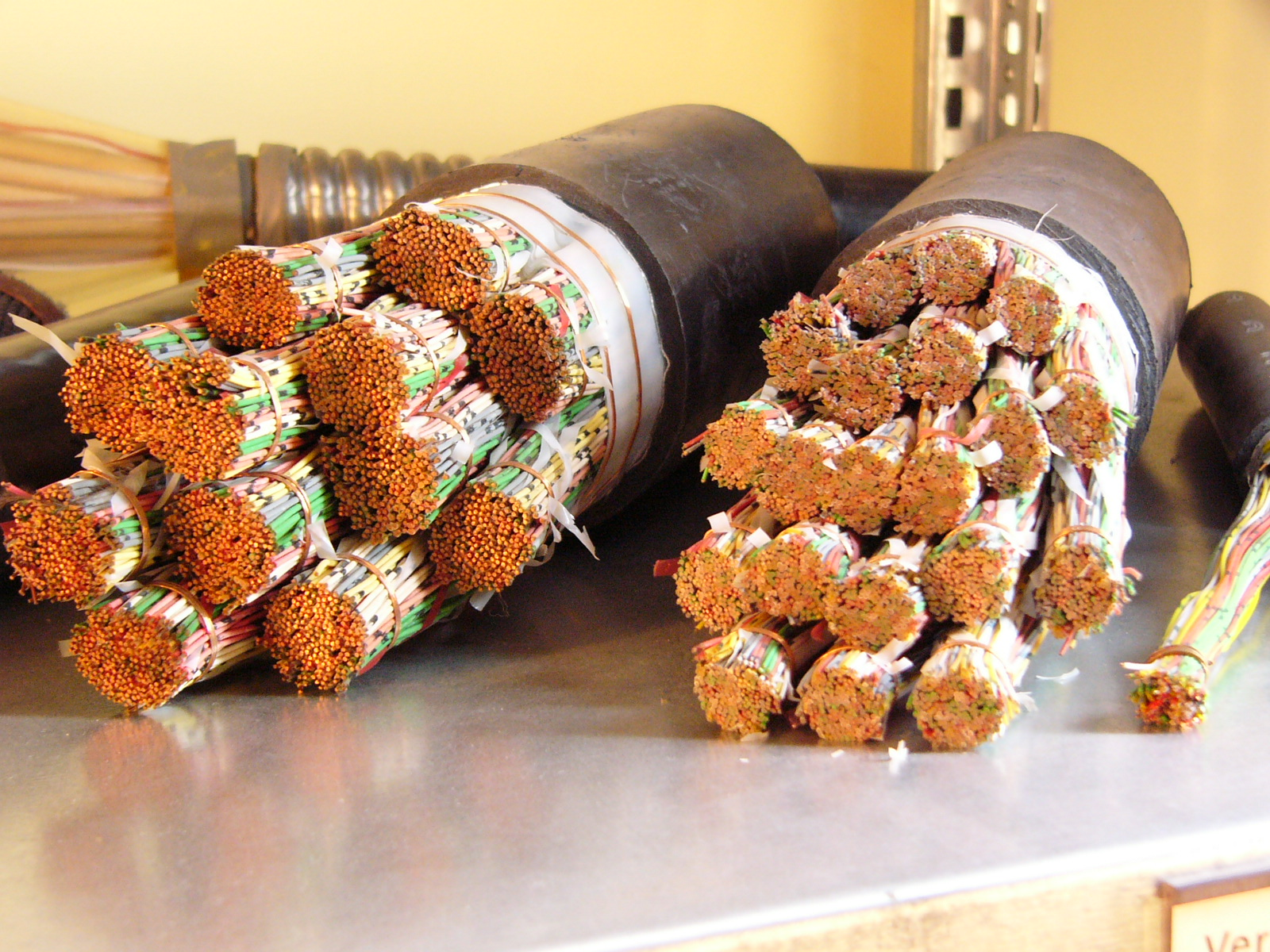
Hauptkabel mit 1200 und 2000 Doppeladern

Bei Datenübertragungen sind die limitierenden Faktoren für die zur Verfügung stehende Übertragungsrate hauptsächlich die Leitungsdämpfung und das Übersprechen. Während die Dämpfung vorwiegend durch die Leitungslänge gegeben ist, hängt das Übersprechen davon ab, welche Signale von benachbarten Leitungen sich gegenseitig beeinflussen. In Hauptkabeln sind bis zu einigen tausend Teilnehmeranschlussleitungen räumlich eng zusammengefasst. Bedingt durch den Aufbau des Kabels wird dadurch gegenseitiges Übersprechen begünstigt. Die einzelnen Teilnehmeranschlussleitungen in einem solchen Kabel werden üblicherweise unabhängig voneinander für verschiedene Zwecke von verschiedenen Zugangsanbietern genutzt. Beispiele sind Datenzugänge mittels ADSL, VDSL oder Sprachdienste wie ISDN oder POTS.
Bei VDSL2-Vectoring werden im zentralen DSLAM auf Anbieterseite und im VDSL2-Vectoring-Modem auf Kundenseite durch eine spezielle Kanalkodierung die gegenseitigen Störungen benachbarter Übertragungsleitungen reduziert. Dazu ist es prinzipbedingt technisch notwendig, dass der DSLAM die komplette Kontrolle über alle Einzelleitungen in einem Hauptkabelstrang hat, so dass eine gegenseitige Kompensierung erfolgen kann. Dem DSLAM ist damit zu jedem Zeitpunkt bekannt, welches Signal auf welcher Leitung anliegt. So kann er die gegenseitige Störung mittels Verfahren ähnlich einer Echokompensation reduzieren.
Da nach heutigem Stand der Technik bei Einsatz von VDSL2-Vectoring der DSLAM die komplette Kontrolle über alle Teilnehmerleitungen eines Kabelbündels haben muss, muss auch das jeweilige Unternehmen, das Vectoring einsetzen will, Zugriff auf alle Kupfer-Doppeladern am Kabelverzweiger (KVz) haben. So kann es durch die „Entbündelung“ (z. B. der Nutzung der „letzten Meile bzw. Meter“ zum Kunden durch verschiedene Anbieter) zu Problemen kommen: Bei der Entbündelung werden Teilnehmeranschlussleitungen verschiedenen Zugangsanbietern mit jeweils eigenen und voneinander unabhängigen Geräten zur Verfügung gestellt, womit eine gegenseitige Störsignalreduktion mit VDSL2-Vectoring nicht mehr möglich ist.
Vectoring spielt auch beim Nachfolgestandard G.fast eine elementare Rolle.

## Verfahren
Bei VDSL2-Vectoring wird gegenseitiges Übersprechen im Uplink und im Downlink kompensiert. Das Verfahren ist darauf ausgelegt, das Übersprechen am Leitungsende zu kompensieren, dies wird mit dem Fachbegriff englisch far-end crosstalk, FEXT, bezeichnet. Dabei modifiziert der DSLAM sein Sendesignal im Downlink im Rahmen der Kanalkodierung derart, dass der Datenstrom am kundenseitigen Kabelende möglichst geringe Störanteile anderer Signalleitungen aufweist. Im Verfahren analog dazu erfolgt die Kompensierung im Uplink vom VDSL2-Modem zum DSLAM.
Da das Übersprechen von physikalischen Effekten der Leitung, wie der kapazitiven Kopplung, abhängt und prinzipbedingt nicht vermieden werden kann, wird die zu erwartende Störung am Sender geschätzt, und im Konstellationsdiagramm werden die Sendesymbole in der komplexen Ebene bei der verwendeten Quadraturamplitudenmodulation gegensinnig zu der erwarteten Störung verschoben.
Zur Abschätzung der variablen und gegenseitig unterschiedlich starken Störungen einer bestimmten Leitung wird die Information der Nachbarkanalleitungen am DSLAM benötigt. Darüber hinaus werden einzelne Übertragungskanäle im Rahmen der Discrete-Multitone-Modulation zur laufenden Störsignalmessung mit bekannten Pilotdatensequenzen verwendet. Auch stehen im Rahmen des Verfahrens Rückkanalinformationen über Störungen von der Gegenstelle zur Verfügung, wenn diese Vectoring unterstützt.
In der Norm wird, je nach zur Verfügung stehendem Informationsniveau zur Störgrößenermittlung, zwischen folgenden Charakteristiken unterschieden, wobei die Qualität der Störunterdrückung von oben nach unten abnimmt:
| Charakteristik     | Erläuterung |
| ------------------ | --- |
| vectoring-capable  | Kundenseitiges VDSL2-Modem ist vectoring-fähig und interagiert mit dem DSLAM optimal                                              |
| vectoring-friendly | Kundenseitiges VDSL2-Modem ist nicht vectoring-fähig, stört jedoch die anderen Teilnehmer nur in geringem Maße                    |
| alien              | Beliebiges DSL-Modem interagiert nicht mit dem DSLAM mittels VDSL2 und stört das VDSL2-Vectoring-Verfahren benachbarter Leitungen |

## Entwicklung in Deutschland
2012 kündigte die Deutsche Telekom an, zukünftig auf der Basis von Vectoring und FTTC Bandbreiten von bis zu 100 Mbit/s im Downstream und bis zu 40 Mbit/s im Upstream in Deutschland anbieten zu wollen. (bisher VDSL2 ohne Vectoring: bis zu 50 Mbit/s im Downstream und bis zu 10 Mbit/s im Upstream)
Laut einem Entscheidungsentwurf der Bundesnetzagentur vom April 2013 sollte die Telekom künftig ihren Wettbewerbern den Zugang zur Teilnehmeranschlussleitung zwar grundsätzlich weiterhin gewähren. Unter bestimmten Bedingungen dürfte sie ihn aber auch verweigern, damit sie selbst oder ein Wettbewerber dort Vectoring einsetzen könne. Voraussetzung sei, dass es in dem Gebiet bereits ein zweites, von einem Wettbewerber betriebenes Festnetz gebe. Im August 2013 erfolgte die endgültige Genehmigung zum Vectoring-Einsatz in Deutschland; zuvor hatte die EU-Kommission einem zweiten Entscheidungsentwurf der Bundesnetzagentur vom Juli des Jahres zugestimmt.
Mitte 2015 blockierte die EU-Kommission die von Deutschland geplante staatliche Förderung des Vectorings wegen Behinderung des Wettbewerbs.
Trotz Protesten der Telekom-Konkurrenten unter anderem wegen mangelnder Verfahrenstransparenz gestattete die Bundesnetzagentur 2016 erneut der Telekom den Ausbau der Vectoring-Technik. Im Gegenzug verpflichtete sich die Telekom zur flächendeckenden Erschließung aller Haushalte in den Nahbereichen mit schnellen Breitbandanschlüssen und gab eine Investitionszusage ab. Die Fa. EWE TEL (Oldenburg) kündigte umgehende Klage vor dem Verwaltungsgericht Köln an,
diese wurde am 17. März 2017 abgewiesen. Allerdings wurde eine Revision zum Bundesverwaltungsgericht zugelassen. Die Branchenverbände Bundesverband Breitbandkommunikation, Buglas (Bundesverband Glasfaseranschluss e. V.) und VATM (Verband der Anbieter von Telekommunikations- und Mehrwertdiensten) erklärten gemeinsam, der Beschluss der Regulierungsbehörde biete der Telekom ein weitgehendes Vectoring-Ausbaumonopol in den knapp 8000 Nahbereichen und der Anwender-Nutzen sei viel zu gering, weil weniger als vier Prozent aller Festnetzanschlüsse neu mit 50 Mbit/s versorgt würden. Deutlich mehr und qualitativ Besseres wäre z. B. mit gezielter Förderung zu erzielen.

## Kritik
Baden-Württembergs Verbraucherschutzminister Alexander Bonde bemängelt vor allem den mit der Anwendung der Technik verbundenen Ausschluss von Mitbewerbern. Darüber hinaus beziehe sich die relative geringe Leistungssteigerung gegenüber herkömmlichem VDSL2 (maximal Verdoppelung der Kapazität von 50 auf 70 bzw. ca. 90, wenn vorhanden, auf dann ca. 180 Mbit/s) nur auf ungefähr die ersten 600 m Leitungslänge; dabei sei gegenüber einem verstärkten Ausbau und der Anwendung der Glasfasertechnik das Kosten-Nutzen-Verhältnis mehr als zweifelhaft. Die Wirtschaftsforscher des ifo Institut für Wirtschaftsforschung teilen diese Kritik nicht.

## Alternativen
Das von der ITU ursprünglich für die Heimnetz-Verkabelung entwickelte Übertragungsverfahren G.hn ermöglicht Datenübertragungsraten bis zu 1,5 Gbit/s und bietet den Vorteil, dass sich das jeweilige Signal dem genutzten Trägermedium anpasst, also mit verschiedenen Leitungsarten zurechtkommt.
Statt auf die Versorgung durch einen Anbieter zu warten, lassen z. B. Kommunen oder Landkreise in eigener Verantwortung Glasfaserkabel verlegen; sie leisten aktuell (Herbst 2016) bis zu 100 Gigabit/Sekunde. Im Zuge interkommunaler Zusammenarbeit sowie aus organisatorischen bzw. verwaltungstechnischen und wirtschaftlichen Gründen rufen sie dazu unter Umständen einen „Zweckverband zur Breitbandversorgung“ ins Leben.
Mitte 2016 stellen amerikanische Wissenschaftler eine Methode vor, mit der sich die Kapazität von Glasfaserleitungen verdoppeln lasse: Mithilfe einer Art „Frequenzkamm“ konnten Signale über mehrere Tausend Kilometer störungsfrei übertragen werden. Die Technik solle ab ca. 2020 serienreif sein.[veraltet] Weitere marktreife Alternativen, die auf dem Telefonkabel aufbauen, sind Supervectoring und G.Fast.
DSL-Pionier John Cioffi hat die Theorie einer Übertragungstechnik entworfen, die es ermöglichen könnte, über Kupferkabel auf 100 m ein Terabit pro Sekunde zu übertragen. Hierbei werde der Luftspalt zwischen dem Kupferkabel genutzt, damit könnten hochfrequente Signale zwischen 100 Gigahertz und 300 Gigahertz über eine Welle übertragen werden. Diese Technik bezeichnet der Entwickler Cioffi auch als TDSL.